# Hélène Flautre
Hélène Flautre (ur. 29 lipca 1958 w Bapaume) – francuska polityk, nauczycielka, eurodeputowana.

## Życiorys
Z wykształcenia inżynier budownictwa, studia ukończyła w 1980. W okresie 1981–1991 pracowała jako nauczycielka matematyki, następnie do 1998 zajmowała stanowisko specjalisty w administracji przewodniczącego regionu Nord-Pas-de-Calais.
W latach 1989–1992 była radną Arras, ponownie wchodziła w skład rady miejskiej od 2001. W 1999 z listy Zielonych uzyskała mandat posła do Parlamentu Europejskiego. W 2004 i 2009 skutecznie ubiegała się o reelekcję. W VI kadencji pełniła funkcję przewodniczącej Podkomisji Praw Człowieka. Została członkinią frakcji Zielonych i Wolnego Sojuszu Europejskiego.